# Pogeez
Pogeez là một đô thị thuộc huyện Lauenburg, trong bang Schleswig-Holstein, nước Đức. Đô thị Pogeez có diện tích 4,51 km², dân số thời điểm 31 tháng 12 năm 2006 là 381 người.